# Provoked
Pour plus de détails, voir Fiche technique et Distribution.
Provoked (Provoked : A True Story) est un film anglo-indien réalisé par Jag Mundhra sorti en 2007. Basé sur des faits réels, il raconte l'histoire de Kiranjit Ahluwalia, condamnée pour avoir tué son mari violent. Les rôles principaux sont tenus par Aishwarya Rai Bachchan, Miranda Richardson, Nandita Das et Naveen Andrews.

## Synopsis
Le film s'ouvre sur l'arrestation de Kiranjit Ahluwalia que la police londonienne accuse d'avoir volontairement immolé son mari. Après que ce dernier a succombé à ses brûlures, elle est condamnée à la prison à perpétuité.
Quelques années plus tôt, Kiranjit a quitté son Inde natale pour suivre Deepak, qu'elle rencontre pour la première fois le jour de leur mariage. Le couple vit dans la banlieue de Londres où la jeune femme élève leurs deux fils. Rapidement il s'avère que Deepak boit plus que de raison, joue l'argent du ménage, brutalise et viole fréquemment son épouse. Sans famille et sans ami pour la soutenir, isolée dans un pays dont elle comprend à peine la langue, Kiranjit, dans un accès de désespoir, met le feu au lit dans lequel dort son mari.
En prison, Kiranjit est confrontée à un monde brutal mais elle se lie d'une profonde amitié avec une autre détenue, Veronica Scott, qui lui apprend à parler, à lire et à écrire l'anglais. Progressivement, Kiranjit sort de son abattement et de sa solitude pour prendre toute sa place dans la vie carcérale et découvrir les vertus de la solidarité féminine. Touchée par son cas, Veronica demande à son frère, avocat Conseil de la Reine réputé, d'assurer la défense de son amie lors du procès en appel. Parallèlement, Radha, membre d'une association pour la défense des femmes maltraitées, Southall Black Sisters, estimant le procès inéquitable, vient en aide à Kiranjit en assurant le lien avec son nouvel avocat et en médiatisant son cas.
En appel, les juges tiennent compte de l'attitude violente du mari, l'assimilant à de la provocation, et requalifient l'accusation de meurtre en homicide involontaire. Kiranjit Ahluwalia est condamnée à une peine égale à celle qu'elle a déjà purgée et peut sortir libre du tribunal.

## Fiche technique
- Titre original  : Provoked : A True Story
- Titre français : Provoked
- Réalisateur : Jag Mundhra
- Scénario : Carl Austin et Rahila Gupta, d'après Circle of Light de Kiranjit Ahluwalia et Rahila Gupta
- Décors : Emily Straight
- Costumes : Sarah Tapscott
- Photographie : Madhu Ambat
- Musique : A.R. Rahman
- Montage : Sanjeev Mirajkar et Jag Mundhra
- Production : Sunanda Murali Manohar
- Pays de production :  Inde /  Royaume-Uni
- Langue : anglais
- Format : Couleurs 2.35:1-35 mm
- Genre : Drame
- Durée : 113 minutes
- Dates de sortie en salles : 
  - États-Unis : 6 avril 2007
  - Royaume-Uni : 6 avril 2007

## Distribution
- Aishwarya Rai Bachchan : Kiranjeet Ahluwalia
- Naveen Andrews : Deepak Ahluwalia
- Miranda Richardson : Veronica Scott
- Nandita Das : Radha Dalal
- Robbie Coltrane : Edward Foster
- Ray Panthaki : Ravi
- Raji James : Anil Gupta, avocat
- Karen David : Asha
- Claire Louise Amias : une jeune infirmière
- Lorraine Bruce : Doreen
- Maxine Finch : Lula
- Nicholas Irons : l'agent de police O'Connell
- Judith Jacob : Taylor, gardienne
- Deborah Moore : Jackie
- Guy Siner : le procureur
- Rebecca Pidgeon : Miriam
- Steve McFadden : DS Ron Meyers
- Shaheen Khan : Jamila
- Rahul Nath : le docteur